# ماريو إيفانكوفيتش
ماريو إيفانكوفيتش (بالكرواتية: Mario Ivanković)‏ (8 فبراير 1975 - ) هو لاعب كرة قدم كرواتي في مركز الوسط. شارك مع منتخب كرواتيا تحت 21 سنة لكرة القدم. أما مع النوادي، فقد لعب مع زرينيسكي موستار وسوون سامسونغ بلووينغز وكيمنتزر ونادي النجمة ونادي بورتنيو ونادي شيروكي برييغ ونادي فاراجدين وNK Neretva ‏.

## وصلات خارجية
- ماريو إيفانكوفيتش على موقع دوري كوريا الجنوبية (الإنجليزية)
- ماريو إيفانكوفيتش على موقع قاعدة بيانات كرة القدم.إي يو (الإنجليزية)
- ماريو إيفانكوفيتش على موقع بيانات كرة القدم. دي إي (الألمانية)
- ماريو إيفانكوفيتش على موقع عالم كرة القدم.نت (الإنجليزية)